# 베이징 대학 동문역
베이징 대학 동문역(중국어: 北京大学东门站) 중국 베이징시 하이뎬구 옌위안 가도 중관춘 북대가·청푸루 교차로에 위치한 베이징 지하철 4호선의 지하철역이다. 역명은 인근에 위치한 베이징 대학의 동문에서 유래했다. 이 역의 초기 계획단계는 “청푸루역(成府路站)”으로, 이 역명은 그 구체적인 지리적 방위를 밝힐 수 없으므로, 북경대학교 측은 “베이징 대학 동문역(北大东门站)” 혹은 “옌위안역(燕园站)”으로 변경할 것을 제안하였다. 지하철 건설 단위의 관련 세칙에 따라 역명은 “베이징 대학 동문역”으로 최종 확정됐다. 본 역은 2009년 9월 28일 지하철 4호선과 함께 개장하였다.

## 위치
베이징 대학 동문역은 중관춘 북대가(中关村北大街)와 청푸로(成府路)의 T자형 교차로의 길목인 베이징 대학 동문(东门)에 위치한다. 중관춘 북대가를 따라 남북방향으로 배치한다.

## 역 구조

### 층별 구조
베이징 대학 동문역은 총 지하 2층의 역으로, 지하 1층에는 노면아래 지하의 이미 존재한 파이프라인을 피하기 위해 분리식 대합실로 이루어졌으며, 지하 2층은 섬식 승강장으로 이루어졌다.
| 지면층   | 출구                            | A—D출구                                 |
| 지하 1층 | 대합실                          | 보안 검색, 고객 센터, 개집표기          |
| 지하 2층 | ←                               | ■ 4호선 안허차오베이 방면(위안밍위안)   |
| 지하 2층 | 섬식 승강장, 왼쪽 출입문이 열림 |                                         |
| 지하 2층 | →                               | ■ 4호선 톈궁위안 방면 (다싱선) (중관춘) |

### 방진 대책
지하철 차량 운행에 따른 진동이 베이징대학 동부구 실험구역에 있는 다량의 정밀기기작업에 영향을 미치지 않고 지하철이 이 구역을 통과할 수 있도록 베이징대학 동문 구간에 “강철 스프링 플로팅 판 도상(钢弹簧浮置板道床)”이 설치되어, 열차가 이 구간의 선로를 통과할 때 횡방향으로 진동하여 궤도 아래 스프링에 흡수된 후, 선로를 따라 종방향 진동으로 변경하여 진동이 최소하도록 설계했다. 그럼에도 일부 고정밀 기기의 실험 효과가 어느 정도 방해를 받자 이후에 건설한 베이징 지하철 16호선은 당초 예정됐던 하이뎬차오역(海淀桥站)을 백지화하고 완촨허차오역(万泉河桥站)을 신설하는 방향으로 계획을 수정했다.해전교역을 백지화하고 완촨허차오역을 신설하는 쪽으로 계획을 수정해야 했다.

### 대합실
베이징 대학 동문역의 2개 대합실은 각각 역 남북쪽에 위치해 있으며, 남대합실에는 승강장으로 가는 엘리베이터, 북대합실에는 베이징 대학의 대표적인 상징적 요소를 표현한 장식벽화를 설치하였다.

### 승강장
베이징 대학 동문역에는 중관춘 북대가 아래에 1개의 섬식 승강장을 갖추고 있다.

### 출구

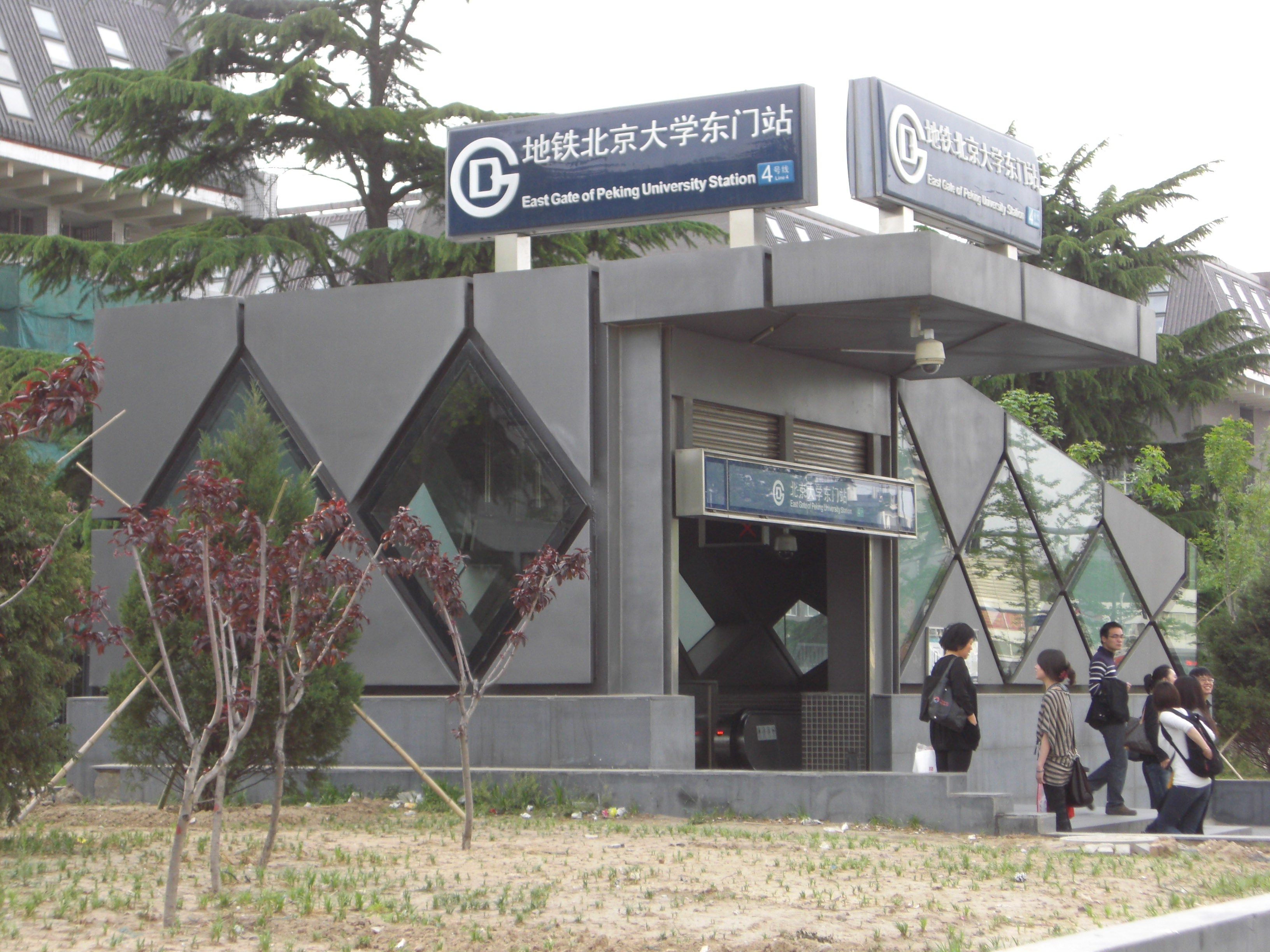
서남(D) 출구

베이징 대학 동문역에는 모두 네 개의 출구가 있으며(A 북서, B 북동, C 남동, D서남), 삼거리 네 귀퉁이에 각각 자리잡고 있다. 각 출구에는 출구 주변에 건물 및 시설 목록을 보여주는 안내판이 설치되어있다.
|                         |               | |
| 출구                    | 지시          | 출구 인근 |
| 出口 · A                | 중관춘 북대가 | 중관춘 북대가(서측), 베이징 대학 보야 국제호텔, 베이징 대학 동문, 베이징 대학 병원, 박아탑(博雅塔), 베이징 대학 과학기술원                                     |
| 出口 · B                | 청푸로        | 청푸로(북측), 베이징 대학 물리학원, 베이징 대학 부설 초등학교                                                                                                  |
| 出口 · C                | 청푸로        | 청푸로(남측), 중국과학원 과정공정연구소, 베이징 대학 화학학원, 중관춘 제2초등학교, 과학원 체신소, 도시대강당                                                   |
| 出口 · D                | 중관춘 북대가 | 중관춘 북대가(서측), 베이징 대학 동남문, 베이징 대학 도서관, 베이징 대학 54 체육활동센터, 츄더바 체육관, 베이징 대학 자원빌딩, 옌위안 파출소, 이푸위안(逸夫苑) |
| 아이콘 설명: 엘리베이터 |               | |